# Деревенских, Анна Александровна
Анна Александровна Деревенских (30 марта 1928, село Большая Приваловка, Воронежская губерния — 8 марта 2010) — передовик сельскохозяйственного производства, звеньевая. Герой Социалистического Труда (1948).

## Биография
Родилась 30 марта 1928 года в крестьянской семье в селе Большая Приваловка Воронежского уезда Воронежской губернии (сегодня — Верхнехавский район Воронежской области). В 1941 году начала свою трудовую деятельность в колхозе «Красный партизан» Верхнехавского района. Была назначена звеньевой свекловодческого звена. В 1947 году звено под руководством Анны Деревенских собрало 600,5 центнеров сахарной свеклы с участка площадью 2 гектара. За выдающиеся достижения в трудовой деятельности была удостоена в 1948 году звания Героя Социалистического Труда.
В 1978 году вышла на пенсию.

## Награды
- Герой Социалистического Труда — указом Президиума Верховного Совета СССР от 7 мая 1948 года
- Орден Ленина